# Sega VR
O Sega VR foi um periférico adicional de realidade virtual no formato de um óculos tecnológico de cabeça para jogos eletrônicos (dispositivo tecnológico de imersão em ambiente virtual 3D e em 360°) desenvolvida pela Sega na década de 1990 para uso com o console Sega Genesis/Mega Drive.
Exibido publicamente em feiras e exposições, seu lançamento foi adiado e, posteriormente cancelado após a Sega ter problemas de desenvolvimento. Pelo menos quatro jogos em andamento para o hardware estavam em desenvolvimento antes de seu cancelamento.
Um projeto derivado foi conduzido pela Sega of America, que lançou o Mega Visor Display, supervisionado pelas divisões japonesas de entretenimento da Sega junto com a United Kingdom Virtuality, para ser usado no jogo eletrônico de arcade Dennou Senki Net Merc, no parque temático VR-1 (não confundir com o Sega VR).

## Características
O design do Sega VR foi baseado em um display IDEO de realidade virtual montado na cabeça contendo telas LCD no visor e fones de ouvido estéreo. Sensores inerciais no fone de ouvido permitem que o sistema rastreie e reaja aos movimentos da cabeça do usuário.

## Desenvolvimento
A filial Sega of America com o sucesso do console Sega Genesis/Mega Drive, anunciou o periférico VR em 1991. Sendo exibido no início de 1993, no Winter Consumer Electronics Show (CES). A revista afirmou que o óculos VR foi planejado para usar o hardware do console e seria lançado no final de 1993 por US$200 (equivalente a 380 reais em 2021) com quatro jogos de lançamento junto com o acessório, incluindo uma versão do jogo de arcade Virtua Racing. A Sega anunciou posteriormente o cronograma de lançamento para o início de 1994, de acordo com Electronic Games. Aparentemente, quatro jogos foram desenvolvidos para o sistema, cada um usando cartuchos de 16 MB que seriam fornecidos com o acessório.
Devido às dificuldades de desenvolvimento, o Sega VR permaneceu apenas como protótipo e nunca foi lançado ao público em geral. O então CEO Tom Kalinske afirmou que o sistema não seria lançado devido ao fato de induzir enjoo e dores de cabeça nos usuários, além de ter um efeito  muito realista, onde os usuários poderiam se mover durante o uso e se machucar.  Foi visto pela última vez no Summer CES de 1993, onde foi demonstrado por Alan Hunter, desaparecendo dos cronogramas de lançamento em 1994.
O poder de processamento limitado do sistema e as aparentes dificuldades enfrentadas em convertê-lo para uso em territórios que usam a codificação da cor PAL (Phase Alternating Line, do inglês: Linha de Fase Alternada). Mark Pesce, que trabalhou no projeto Sega VR, informou que o SRI International, instituto de pesquisa, alertou a Sega sobre os perigos do uso prolongado.

## Jogos
Apenas quatro jogos estavam em desenvolvimento:
- Nuclear Rush: simulação em que os usuários pilotam um hovercraft em uma guerra futurista.[9]
- Iron Hammer: simulação de helicóptero, onde os jogadores pilotam uma nave voadora como na série Strike da EA.
- Matrix Runner: jogo de aventura cyberpunk inspirado no Snatcher de Hideo Kojima.
- Outlaw Racing: jogo de corrida e combate de veículos.

A Sega também anunciou uma versão do Virtua Racing,  jogo de arcade de 1992 da Sega AM2, como um jogo de lançamento para o dispositivo.

## Legado
Desde o cancelamento do Sega VR, poucas tentativas foram feitas pela empresa para desenvolver tecnologia de realidade virtual. Um periférico semelhante teria sido feito, mas nunca visto, para o console Saturn.
Enquanto a Sega of America realizava o desenvolvimento do Sega VR, a Sega of Japan se esforçava para criar seu próprio projeto de realidade virtual independente. Depois de criar um acordo inicial para colaborar com o pioneiro Virtuality Group, um projeto de arcade não especificado. Em agosto de 1993 as duas empresas entraram em negociações mais altas para fazer um novo óculos VR altamente avançado, combinando seus ativos de desenvolvimento anteriores no campo de RV. O resultado foi o Mega Visor Display (MVD), lançado publicamente em julho de 1994 como parte da atração VR-1, instalada nos parques temáticos Joypolis da Sega no Japão, SegaWorld London e Sega World Sydney.
Juntamente com a atração, o MVD foi elogiado nas críticas da época por seus avanços em design ergonômico e saída gráfica, não sendo totalmente igualado em desempenho até a década de 2010.
Um segundo projeto para utilizar o Mega Visor Display, o jogo de arcade Dennou Senki Net Merc, foi posteriormente demonstrado no show AOU (Amusement Operators Union) no Japão em 1995, usando a placa de sistema de arcade Sega Model 1 para produzir seus gráficos 3D. Net Merc subsequentemente recebeu uma recepção muito mais silenciosa, com gráficos de sombreamento plano do jogo comparados inferiormente aos gráficos texturizados e filtrados do Sega Model 2 quando exibidos.